# Bennetts dwergnachtzwaluw
Bennetts dwergnachtzwaluw (Aegotheles bennettii) is een vogel uit de familie dwergnachtzwaluwen (Aegothelidae). 

## Verspreiding en leefgebied
Deze soort is endemisch op Nieuw-Guinea en telt drie ondersoorten:
- A. b. wiedenfeldi: noordelijk Nieuw-Guinea.
- A. b. bennettii: zuidoostelijk Nieuw-Guinea en de Aru-eilanden.
- A. b. plumifer: de D'Entrecasteaux-eilanden.

## Status
De grootte van de populatie is niet gekwantificeerd maar de soort wordt omschreven als vrij algemeen. Op de Rode lijst van de IUCN heeft deze soort de status niet bedreigd.